# Sinickaje Pole
Sinickaje Pole (biał. Сініцкае Поле; ros. Синицкое Поле, Sinickoje Pole; pol. hist. Snicka) – wieś na Białorusi, w obwodzie homelskim, w rejonie lelczyckim, w sielsowiecie Bujnowicze.

## Historia
W XIX i w początkach XX w. Snicka położona była w Rosji, w guberni mińskiej, w powiecie mozyrskim.
Po I wojnie światowej pod administracją polską, w Zarządzie Cywilnym Ziem Wschodnich, w okręgu brzeskim, w powiecie mozyrskim. W styczniu 1920 miały tu miejsce walki w ramach wojny polsko-bolszewickiej.
W wyniku postanowień traktatu ryskiego znalazła się w granicach Związku Sowieckiego. Od 1991 w niepodległej Białorusi.